# Nebenmeer
Nebenmeere sind Meere, die durch Inselketten oder Meeresrücken vom jeweiligen Hauptmeer abgegrenzt sind bzw. durch Festlandteile oder Halbinseln von diesen abgeschnürt werden.
Nebenmeer ist ein Oberbegriff für Randmeere, Binnenmeere und Mittelmeere.
Oft werden auch Teile eines Nebenmeeres wiederum als Nebenmeer bezeichnet. In diesem Sinne ist beispielsweise die Ägäis ein Nebenmeer des Europäischen Mittelmeers.

## Arten von Nebenmeeren
- Randmeere sind Nebenmeere, die am Rand der Kontinente liegen und nur unvollständig vom freien Ozean abgegrenzt sind: durch Inseln und weitmaschige Inselketten oder durch Meeresrücken.

- Binnenmeere sind Nebenmeere, die mit dem Ozean oder einem anderen Meer nur durch eine schmale Meerenge (Meeresstraße) verbunden sind,[1] bei der das gegenüberliegende Ufer mit bloßem Auge zu erkennen ist. Teilweise wird der Begriff auf Meere eingeschränkt, die von nur einem Kontinent umgeben sind.[2]

- Mittelmeere liegen zwischen Kontinenten.[2]